# 林喜市郎
林 喜市郎（はやし きいちろう、1919年6月3日 - 1999年11月3日）は、日本の洋画家。千葉県野田市出身。
生まれ育った千葉の故郷等を主題に、様々な風景画、主に民家を描く事で知られる。

## 経歴
1919年、千葉県野田市に生まれる。
1946年にシベリア抑留を経験し、敗戦後、日本に戻り画家を志すようになる。
齢50を過ぎてから画家デビューするという異色の経歴を有しており、数多くの古民家を描き続けてきた事で知られる。
全国の民家を訪ね歩く事により、日本固有の藁葺文化を世界に伝え浸透させるために活動する。
数ある作品の中でも、山梨県忍野村風景が大多数を占めており、優美性と写実性に富んだ独特の技法が絶大な人気を呼び起こした。
中でも画商、寺西進三郎の知遇を得、約30年間に及ぶ全国の藁葺民家の取材旅行からは、今となっては、ほとんど消え去りつつある日本の原風景を再発見するとともに、「失われた民家百景」シリーズとして制作する契機に至る。

## 作風
山梨県忍野村の自然を舞台とした作品が主流であり、中でも藁葺民家をモチーフとしたものが多い。

## 評価
愚直に生涯のライフワークとして民家を描き続けたことにより、繊細で日本の原風情を表現する作風が高く評価され、1970年に全国勤労者美術展都知事賞を受賞。後に一水会展に入選した後、4回に渡り入選し、併せて日伯現代美術展入選も果たす。また、作品の集大成として、1981年自叙伝「民家を描く12ヶ月」を刊行。

## 代表作
- 奥多摩
- 秋田　本荘附近

## 画歴
- 1919年　千葉県野田市に生まれる。
- 1946年　シベリア抑留
- 1950年　帰国、全国各地の民家を訪ね歩き制作を始める。
- 1968年　写生会で画商、寺西進三郎に見いだされ、以後交際が始まる。
- 1970年　全国勤労者美術展都知事賞
- 1973年　第一回個展後、寺西進三郎主催の下、ブロードウェイギャラリーと独占契約を締結。以後、同氏と民家の取材、シーズン毎に全国の藁葺家屋の取材の旅が始まる。
- 1975年　日伯現代美術展入選、ブラジル展選抜。
- 1978年　松坂屋名古屋本店にて個展。
- 1980年　松坂屋大阪店個展、他個展。
- 1981年　そごう東京・柏・千葉・札幌店個展他個展。大日本絵画より「信濃路春秋」「上州の民家」出版。
- 1984年　松坂屋上野店にて個展(以後5回個展)。
- 1986年　池袋・東武百貨店にて個展。
- 1991年　東急渋谷本店にて個展。
- 1997年　第10回林喜市郎油彩展、松坂屋名古屋本店にて開催。